# I Will Always Love You (versión de Whitney Houston)
«I Will Always Love You» (en español: «Siempre te amaré») es una canción interpretada por la cantautora estadounidense Whitney Houston, lanzada el 2 de noviembre de 1992 por Arista Records como parte de la banda sonora de la película El guardaespaldas, que marcó su debut cinematográfico. La versión de Houston ha vendido más de 24 millones de copias a nivel mundial, convirtiéndose en el sencillo más vendido de todos los tiempos por una artista femenina, así como uno de los sencillos más vendidos en general. También fue el sencillo más vendido del mundo en 1992. Por esta canción, Houston ganó el premio Grammy a la «Grabación del Año» y el premio Grammy a la «Mejor Interpretación Vocal Pop Femenina».
El tema original fue escrito e interpretado por Dolly Parton en 1973. Una interpretación en vivo fue incluida en el lanzamiento de Divas Live '99 en 1999, y una actuación de 1994 fue parte del CD/DVD Whitney Houston Live: Her Greatest Performances lanzado en 2014.
La versión de Houston ocupó el puesto número 8 en la lista de las «Mejores Canciones Número 1 de la Historia» de NME. En 2004, se ubicó en el puesto 65 en la encuesta AFI's 100 años... 100 canciones del American Film Institute, que recopila las mejores canciones del cine estadounidense. También alcanzó el número 22 en la lista de las 100 canciones favoritas del Reino Unido, publicada por The Guardian en mayo de 2002. En febrero de 2014, la canción se posicionó en el sexto lugar de la lista de las «50 Mejores Canciones de Amor de Todos los Tiempos» de Billboard.

## Antecedentes
Inicialmente, Houston iba a grabar «What Becomes of the Brokenhearted» de Jimmy Ruffin como el sencillo principal de El guardaespaldas. Sin embargo, al descubrirse que la canción sería utilizada en Fried Green Tomatoes, Houston solicitó otra opción. Fue su compañero de reparto, Kevin Costner, quien sugirió «I Will Always Love You», al tocarle la versión de Linda Ronstadt de 1975, incluida en su álbum Prisoner in Disguise. El productor David Foster y Houston re-arreglaron la canción como una balada soul.
La compañía discográfica de Houston no estaba convencida de que una canción con una introducción a capela tuviera éxito; sin embargo, tanto Houston como Costner insistieron en mantenerla. Cuando Dolly Parton supo que Houston estaba utilizando la versión de Ronstadt como referencia, llamó a Foster para proporcionarle el verso final, que faltaba en la grabación de Ronstadt, pues lo consideraba fundamental para la canción. Houston grabó la canción el 22 de abril de 1992, y fue lanzada como el sencillo principal de la banda sonora el 2 de noviembre de 1992, bajo el sello Arista Records.
La grabación de Houston no es la única versión de la canción que aparece en la película. En una escena donde baila con Costner, se puede escuchar en una máquina de discos la interpretación de John Doe.

## Video musical
El video musical del sencillo se acredita a Alan Smithee (Nick Brandt retiró su nombre debido a la forma en que Clive Davis reeditó el video) y fue producido por Rob Newman. El video comienza con la interpretación de la canción que Whitney Houston realiza al final de The Bodyguard. Luego, se corta a la cantante vestida con un traje azul oscuro, sentada en un teatro vacío bajo un foco de luz, cantando sobre su amor. Cuando inicia el final dramático de su interpretación vocal, el teatro se transforma en un campamento al aire libre rodeado de nieve, que representa Fallen Leaf Lake, en California, donde se filmó la escena del bote de The Bodyguard. El video intercala escenas de la película, ofreciendo al espectador la experiencia de revivir esos momentos con Houston. En el momento de la filmación del video, la cantante estaba embarazada de su hija, Bobbi Kristina, por lo que solo se la muestra sentada en las escenas del teatro. El 24 de octubre de 2020, el video de «I Will Always Love You» alcanzó al menos mil millones de vistas en YouTube, convirtiéndose en el primer video musical del siglo XX de un artista solista en alcanzar este hito.

## Certificaciones
| País           | Organismo certificador | Certificación | Ventas certificadas | Ref.   |
| -------------- | ---------------------- | ------------- | ------------------- | ------ |
| Alemania       | BVMI                   | Platino       | 500 000             | [ 19 ] |
| Australia      | ARIA                   | 4× Platino    | 280 000             | [ 20 ] |
| Austria        | IFPI Austria           | Oro           | 25 000              | [ 21 ] |
| Dinamarca      | IFPI Dinamarca         | Platino       | 90 000              | [ 22 ] |
| España         | PROMUSICAE             | Platino       | 60 000              | [ 23 ] |
| Estados Unidos | RIAA                   | Diamante      | 10 000              | [ 24 ] |
| Francia        | SNEP                   | Oro           | 250 000             | [ 25 ] |
| Italia         | FIMI                   | Platino       | 50 000              | [ 26 ] |
| Japón          | RIAJ                   | 5× Platino    | 500 000             | [ 27 ] |
| Japón          | RIAJ                   | Platino       | 250 000             | [ 28 ] |
| México         | AMPROFON               | Oro           | 30 000              | [ 29 ] |
| Países Bajos   | NVPI                   | Platino       | 75 000              | [ 30 ] |
| Nueva Zelanda  | RMNZ                   | Platino       | 10 000              | [ 31 ] |
| Noruega        | IFPI Noruega           | Platino       | 60 000              | [ 32 ] |
| Reino Unido    | BPI                    | 2× Platino    | 1 670 000           | [ 33 ] |

## Homenajes
Jennifer Hudson interpretó la canción frente a Whitney Houston, quien recibió el BET Honors Award por su destacada trayectoria de más de 25 años en la industria del entretenimiento. La ceremonia de los BET Honors 2010 se celebró en el Teatro Warner en Washington D. C., y se emitió el 1 de febrero de 2010. Tras la muerte de Houston en 2012, numerosos artistas han rendido homenaje a la versión de la canción de la fallecida cantante. El 12 de febrero de 2012, Hudson interpretó la canción como tributo durante la 54.ª edición de los Premios Grammy, un día después del fallecimiento de Houston, mientras se proyectaban imágenes de músicos fallecidos en 2011 y 2012, como Amy Winehouse y Etta James. Parton elogió la actuación de Hudson diciendo:

Anoche se me saltaron las lágrimas de nuevo, como seguramente a muchos, cuando Jennifer Hudson cantó «I Will Always Love You» en los Grammy en memoria de Whitney. Como todo el mundo, sigo en estado de shock. Pero sé que Whitney vivirá para siempre en toda la gran música que dejó. Siempre tendré un pedazo muy especial de ella en la canción que compartimos juntas y que tuvimos la suerte de compartir con el mundo. Descansa en paz, Whitney. Una vez más, siempre te querremos.
Dolly Parton

La canción se reprodujo en el funeral de Whitney Houston mientras sacaban su ataúd de la iglesia. El título de la canción también se grabó como epitafio en la lápida de Houston. En 2012, después del fallecimiento de Whitney Houston, la cantante estadounidense Beyoncé le rindió homenaje durante su espectáculo Revel Presents: Beyoncé Live en Atlantic City, Nueva Jersey, en el resort Revel. Empezó con el primer verso de «I Will Always Love You» a capela antes de interpretar su canción «Halo». Posteriormente, en 2013, durante su gira mundial The Mrs. Carter Show, Beyoncé también cantó los versos iniciales de «I Will Always Love You» antes de interpretar «Halo» como la canción final del tour. En 2017, durante la ceremonia de graduación de la Universidad del Sur de California, Will Ferrell interpretó «I Will Always Love You» para la clase graduada.